# Haakon Bjørklid
Haakon Bjørklid född den 30 maj 1925, död den 27 januari 2020, var en norsk illustratör, målare och grafiker. 
Han har illustrerat flera bilderböcker, bland annat sin egen debut Den store blå bukken från 1969 och Mannen som skulle stelle hjemme, där han återberättar och illustrerar gamla, kända äventyr. Hans böcker är översatta till flera språk, och han har fått flera priser för dem, både i Norge och andra länder. Många av de norska utgåvorna har kommit i flera upplagor. 
Som målare är Haakon Bjørklid inköpt av Nasjonalgalleriet.